# Pereczyn
Pereczyn (ukr. Перечин, węg. Perecseny, słow. Perečany, czes. Perečín) – miasto na Ukrainie, w obwodzie zakarpackim, u ujścia rzeczki Turia do rzeki Uż, siedziba rejonu pereczyńskiego.
Leży między masywem Poprzecznego a pasmem Makowicy w Bieszczadach Wschodnich. Ośrodek lokalnego przemysłu drzewnego i spożywczego. Przez Pereczyn przebiegają droga regionalna H13 i linia kolejowa Sambor – Czop przez Przełęcz Użocką, na której znajdują tu się stacja kolejowa Pereczyn oraz przystanek kolejowy Woroczewo.

## Historia
Pereczyn został założony w XIV wieku. Pierwsza pisemna wzmianka o mieście pochodzi z 1427. Leżał w komitacie Ung.
W 1910 liczył 2,5 tys. mieszkańców, z czego 1,4 tys. Rusinów, 0,6 tys. Węgrów i 0,2 tys. Niemców.
Od 7 listopada 1946 roku zaczęto wydawać gazetę.
W 1989 liczyło 7200 mieszkańców.
Prawa miejskie Pereczyn otrzymał w 2004.
W 2013 liczyło 6716 mieszkańców.

## Galeria

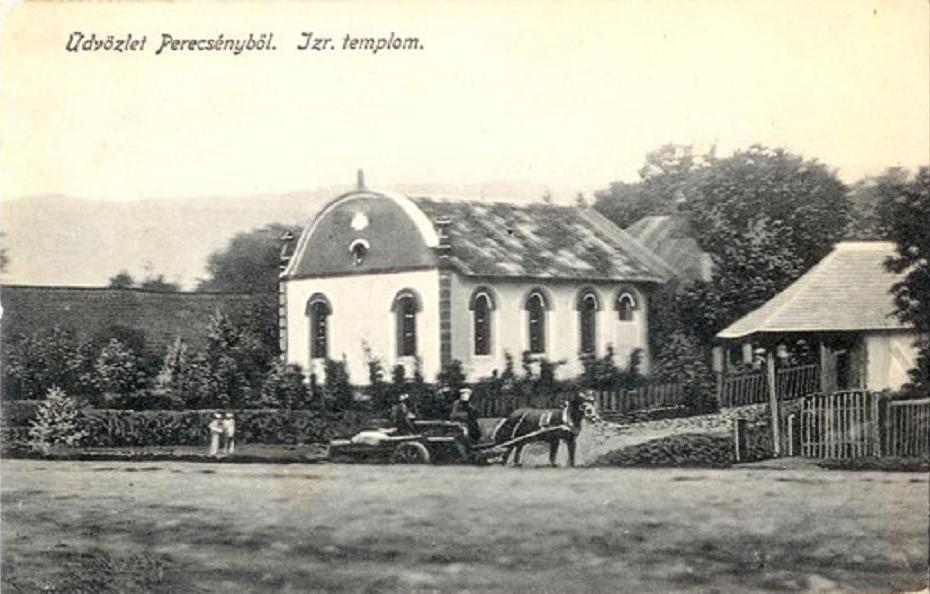
Synagoga w Pereczynie
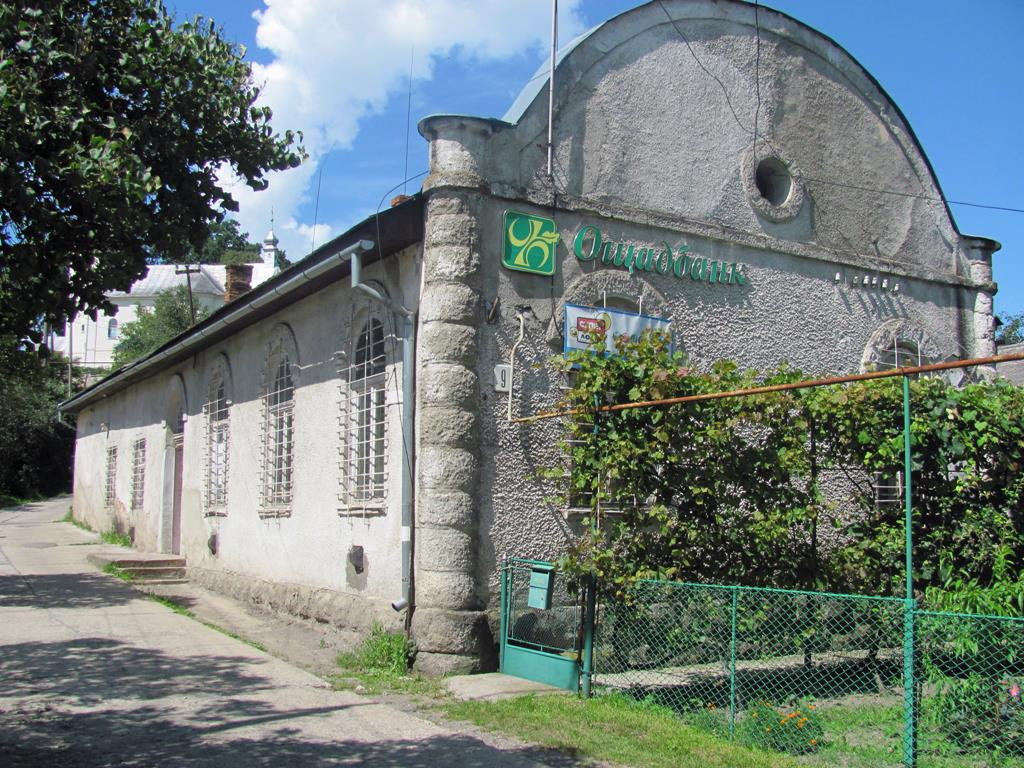
Synagoga

- Gazetteer